# 小普請組支配
小普請組支配（こぶしんくみしはい）、は、江戸幕府の役職の1つ。小普請の者を統括した。小普請は組み分けされており、各組ごとに1名がおかれた。
老中支配で、役高3000石、中之間席詰で、布衣以上（『天保年間諸役大概順』）。配下の属僚として、小普請組支配組頭、小普請組世話取扱、小普請世話役、金集手伝などがいた。

## 沿革
当初は小普請は留守居支配だったが、享保4年（1719年）6月から200石以上の者は小普請組支配に、200石未満の者は留守居所属となった。この時から小普請組は10組が成立し、小普請組支配10人が任じられた。この時、座席は新番頭の上で、役料500俵と定められた。
同7年（1722年）7月には9組になり、同9年（1724年）7月には小普請組支配2名が甲府勤番支配に就任したため8組となった。
宝暦3年（1753年）6月から、200石未満の者も支配の下に入れられ、小普請組は4組増えて12組となる。これ以後は御目見以上は「支配」、御目見以下は「組」と呼称される。
以後、寛政元年（1789年）5月に11組、同3年（1791年）12月に10組、文化10年（1813年）2月に8組（『吏徴』）、文久2年（1862年）閏8月には6組、同3年3月には5組となった（『続徳川実紀』四）。
慶応2年（1866年）8月、小普請が廃止された際に、小普請組支配は勤仕並寄合となった。

## 職務
無役である小普請を、幕府の役所へ配属するために、配下から人材を選ぶのが主な職務で、「人を指揮する事巧者なる人」が適任といわれた（『明良帯録』）。「人物取立候儀肝要之事」（天明8年の達）で、配下から「人物宜もの多出候様心掛」ることとされた（『憲法類集』）。
御目見以上の者であれば毎月6日・19日・24日に、御目見以下であれば毎月14日・27日を「逢対日」として、配下の小普請と面談を行なった。
小普請支配は、逢対日に会った者の人物や家柄、特技などをよく見聞きし、その中からこれと思う者の氏名を書き上げる。そしてその者の家事取り締まり・家来の様子・勝手向き・家内の和合・武芸学問の腕など様々な面から調査した。それらを記載した帳面を「順覧帳」といい、支配の者たちが目を通した。幕府の役職に欠員が生じて、代わりにその役にふさわしい者が小普請の中にいるか問い合わせがあった場合に、支配は順覧帳を基にして適当と思われる者を推挙した。
このほか、小普請組支配の者は毎月10日と25日に寄合を持った。